# 铁北街道 (牡丹江市)
铁北街道，是中华人民共和国黑龙江省牡丹江市爱民区下辖的一个乡镇级行政单位。

## 行政区划
铁北街道下辖以下地区：
泰安社区、明月社区、桥北社区和三角线社区。